# Lagunes de Brocas
Pour les articles homonymes, voir Brocas (homonymie).
Les lagunes de Brocas forment un site naturel protégé de 6 hectares, classé site Natura 2000, situé sur la commune de Brocas dans le département français des Landes.

## Présentation
La zone est située au nord-nord-ouest du bourg de Brocas. Elle est constituée pour moitié de marais et pour moitié d’un ensemble de mares naturelles reliées entre elles (appelées lagunes). Les mares sont alimentées par plusieurs petits ruisseaux et un ruisseau en sort pour se jeter dans l’Estrigon. La lagune appelée « le trou de ras », d’un diamètre autour de 25 m, n’est jamais à sec, contrairement aux autres plus grandes, à tel point que les pompiers en ont fait une réserve pour les incendies de forêts.
Elle abrite des populations d'amphibiens et d'odonates. Elle est un site important de préservation de la Thorella verticillatinundata.

## Intérêt écologique

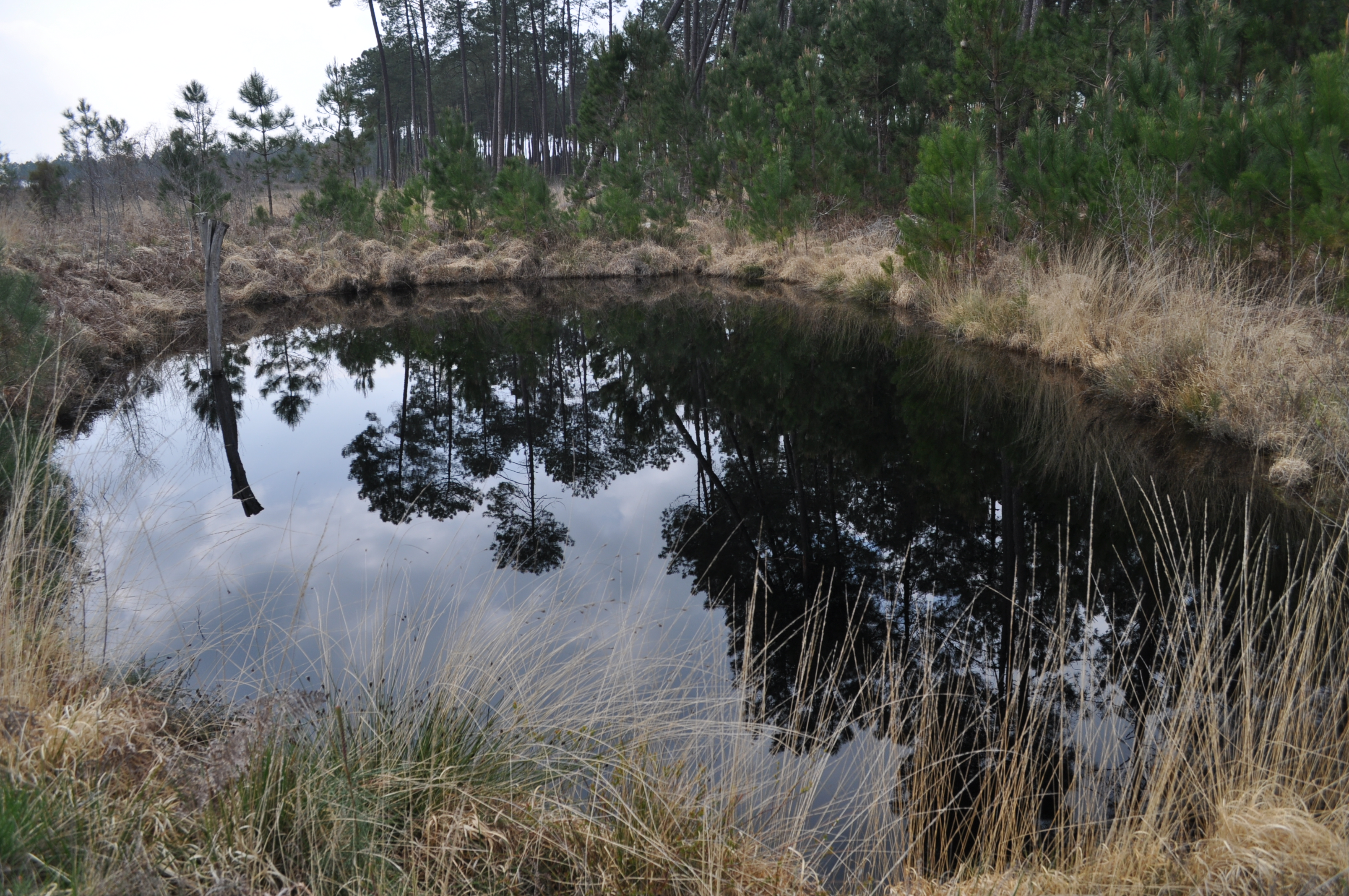
Mare naturelle (trou de ras) dans la zone des lagunes.

En France métropolitaine, les zones humides couvrent 3 % du territoire mais hébergent un tiers des espèces végétales remarquables ou menacées, la moitié des espèces d'oiseaux et la totalité des amphibiens et poissons d'eau douce. Ce sont des lieux d'abri, de nourrissage et de reproduction pour de nombreuses espèces, indispensables à la reproduction des batraciens. Elles constituent des étapes migratoires, des lieux de reproduction et d'hivernage pour de nombreuses espèces d'oiseaux. Le rôle écologique des zones humides dans les Landes y est d'autant plus important que la majorité d’entre elles ont disparu à la suite des grands travaux d’assèchement entrepris sous Napoléon III dans le cadre de la loi du 19 juin 1857 relative à l'assainissement et de mise en culture des Landes de Gascogne.

### Classements
Le site des Lagunes de Brocas est classé Natura 2000 sous le code FR7200728 en tant que site d'intérêt communautaire (SIC) et également en tant que zone spéciale de conservation (ZSC). Il se trouve intégralement dans le parc naturel régional des Landes de Gascogne.